# 吴孔明
吴孔明（1964年7月18日—），河南省固始县人，中华人民共和国植物保护专家，中共第二十届中央候补委员，中国工程院院士，任农业农村部党组成员，中国农业科学院植物保护研究所研究员、所长，中国植物保护学会理事长，曾任中国农业科学院院长。

## 生平
1984年毕业于河南农业大学，1994年获中国农业科学院农学博士学位。历任中国农业科学院植物保护研究所所长兼植物病虫害生物学国家重点实验室主任，中国农业科学院学术委员会常务委员、农业昆虫研究室棉花害虫课题组组长，中国植保学会理事长，《植物保护》主编，国家第二届转基因生物安全委员会委员，农业部第八届科技委员会委员，国家减灾委员会第二届专家委员会委员等职。
2011年当选中国工程院院士。
2021年10月，升任中国农业科学院院长（副部长级）。